# Cztery Kopce
Cztery Kopce – osada leśna w Polsce położona w województwie mazowieckim, w powiecie kozienickim, w gminie Kozienice.  Leży przy drodze krajowej nr 48. 
Miejscowość wchodzi w skład sołectwa Chinów.
W latach 1975–1998 miejscowość administracyjnie należała do województwa radomskiego.